# Night of the Hunted
Night of the Hunted és una pel·lícula de thriller franco-estatunidenca del 2023. Es tracta d'un remake de la pel·lícula espanyola de 2015 La noche del ratón. Ha estat subtitulada al català.

## Argument
L'Alice rep una trucada del seu marit Erik, que vol acompanyar-la a un especialista en medicina reproductiva per tenir finalment un nadó. Així que surt d'un motel enmig de la nit amb el seu company i amant John. Com que l'autopista està tancada, prenen la Ruta 59, on han de tornar a parar per repostar. L'Alice entra a la botiga de la benzinera per comprar un cafè, però no hi troba cap empleat. De sobte, algú de fora li dispara, ferint-la a la part superior del braç esquerre. Amb un altre tret, l'agressor li destrueix el mòbil.
En John s'asseu al cotxe amb música forta. Quan l'indicador de combustible es torna a il·luminar, nota una fuita al dipòsit. També entra a la botiga i abans que l'Alice pugui avisar-lo, li disparan al cap. Aleshores escolta una veu masculina en una ràdio al taulell demanant Amelia. L'Alice demana ajuda a l'home i el sent parlant amb la policia. Però aleshores el desconegut diu que John va morir pel seu tret, revelant-se així com el tirador. S'amaga darrere d'una cartellera amb l'ambigua inscripció "Godisnowhere". Darrere del taulell, l'Alice descobreix el cos de l'Amèlia. Mentre ella cuida la seva pròpia ferida, el tirador afirma que Amelia és la seva dona i que ell la va matar a causa d'una aventura. També va triar deliberadament l'Alice com a víctima perquè treballa com a gestora de xarxes socials a la indústria farmacèutica i promou productes que, segons la seva opinió, tenen més probabilitats de fer mal a les persones.
Llavors entra en Doug i diu que Amelia és la seva dona. L'Alice es torna escèptica perquè s'adona que els trets s'han aturat des que l'home va entrar a la botiga. Per demostrar-li que parla seriosament, torna al seu cotxe per agafar el telèfon. No obstant això, el pistoler li dispara. L'agressor continua queixant-se del món que veu per la ràdio. a causa de la violència armada i el frau electoral. L'Alice utilitza el discurs enfadat per crear una pantalla amb paraigües. Corre cap al seu cotxe, però és aturada pel tirador i pateix una altra ferida a la cama quan torna corrents a la botiga. Cada cop més desesperada, diu per la ràdio que està tenint una aventura perquè està enfadada amb el seu marit, però que no vol portar un nen al món mentre hi hagi delinqüents com el tirador.
L'agressor salva un altre client que no pot omplir per problemes tècnics per demostrar que no és un psicòpata. Però aleshores dispara a la parella d'ancians Bob i Eleanor, que no s'adonen a temps dels avisos de l'Alice. Aleshores l'Alice s'adona de la jove Cindy al seient del darrere. Ella demana al tirador que deixi la Cindy, i l'agressor li ofereix l'oportunitat de sacrificar-se en lloc de la noia. Amb una nota a la finestra, l'Alice li diu a la Cindy que fugi. Però ella entra a la botiga. Després que l'Alice hagi obert el pany per fer una porta, amaga a Cindy al taller adjacent. Aleshores demana a l'agressor que vingui per ella. Mentre l'agressor emmascarat passa per la botiga, diu que podria ser un sicari, un empleat descontent o simplement un boig. Alice el sorprèn darrere d'un prestatge i l'ataca amb una barra de metall. Aleshores es fan trets i l'autor descobreix Cindy. En aquell moment, Alice domina l'home. L'arrossega sota una persiana i li aixafa el cap. Mentre ella mateixa sembla sucumbir a les seves ferides, la Cindy fuig pel carrer.

## Repartiment
- Camille Rowe: Alice
- Stasa Stanic: Tirador
- Jeremy Scippio: John
- J. John Bieler: Doug
- Aleksandar Popović: Erik
- Brian Breiter: Bob
- Abbe Andersen: Eleanor
- Monaia Abdelrahim: Cindy
- Isaiah Reyes: Eddie
- Brenda Nunez: Amelia

## Recepció
Les crítiques de la pel·lícula són mediocres. El crític de Filmdienst elogia la "tensió situacional", però no veu en la conversa entre l'autor i el protagonista "cap gran dinamisme […] Per tant, no és sols la violència sagnant la que crea horror, sinó també el despotricar cru". Oliver Armknecht, a film-rezensionen.de, enyora la tensió: “Hi ha una xerrada excessiva entremig sense dir gran cosa. La cerca d'un motiu es converteix en un pseudo-profund marcatge de temes." El crític de Thrill&Kill diu: La pel·lícula és "de vegades bastant apassionant, fins i tot sagnant, però repeteix el joc "Aquí ve ajuda... ara l'ajuda està morta" massa sovint, lluita amb la narrativa del personatge i ofereix un final que sembla insatisfactori". Volker Schönenberger tampoc està del tot satisfet a Die Nacht der lebenden Texte: "És una pel·lícula interessant que, sota la seva senzilla trama del gat i la rata, vol dir alguna cosa sobre la societat estatunidenca. No té èxit, però tampoc falla completament”